# FC 바이에른 뮌헨
FC 바이에른 뮌헨 e. V.(독일어: Fußball-Club Bayern München e. V.)은 바이에른주의 뮌헨을 연고로 하는 독일의 축구 클럽이다. 이 클럽은 현재 독일의 1부리그 분데스리가에 속한 축구 팀이며 바이에른 뮌헨은 독일축구 리그 최다우승(33회), DFB-포칼 최다 우승(20회), 리가포칼 최다 우승(6회), 그리고 DFL-슈퍼컵 최다 우승(10회)을 성취한 독일의 분데스리가 클럽들 중 가장 성공적인 구단이다. 그리고 분데스리가 1963년도 이후의 통산집계 올 타임 분데스리가 테이블에서 1위를 유지하고 있다. 2012-13 시즌에는 UEFA 챔피언스리그, 독일 리그, 그리고 DFB-포칼을 우승함으로써 독일의 축구단으로서 처음으로 트레블을 성취했고클럽의 모토는 "우리는 우리다"(Mia San Mia)이다.
이 클럽은 프란츠 욘을 비롯한 11명의 축구 선수들에 의해서 1900년에 창단 되었다. 바이에른은 1932년에 첫 우승을 거두었고 이 클럽은 1970년대에 프란츠 베켄바워의 리더쉽 하에 유러피언 컵 3연패를 거두며 (1974-1976) 전성기를 보냈다. 최근 바이에른 뮌헨은 독일 축구계에서 10년간 6번 리그 우승을 거두며 가장 성공적인 클럽이 되었다. 클럽이 최근에 획득한 국제대회 우승컵은 2001년에 획득한 인터콘티넨털컵으로 같은 해 4번째 UEFA 챔피언스리그 우승을 거두었다.
2005-06 시즌을 기점으로 바이에른은 33년간 홈 구장으로 사용하던 뮌헨 올림픽 스타디움에서 알리안츠 아레나로 홈 구장을 옮겼다. 바이에른 뮌헨 고유색은 빨간색과 흰색이며 팀 엠블럼은 바이에른주를 상징한다. 바이에른은 소시오 제도를 시행하고 있으며 2019년 11월 기준으로 약 293,000명 공식 회원을 보유하고 있다. 또한 4,499개 공식 등록한 팬클럽이 있고 여기에 350,000명 이상 등록해 있다.

## 역사

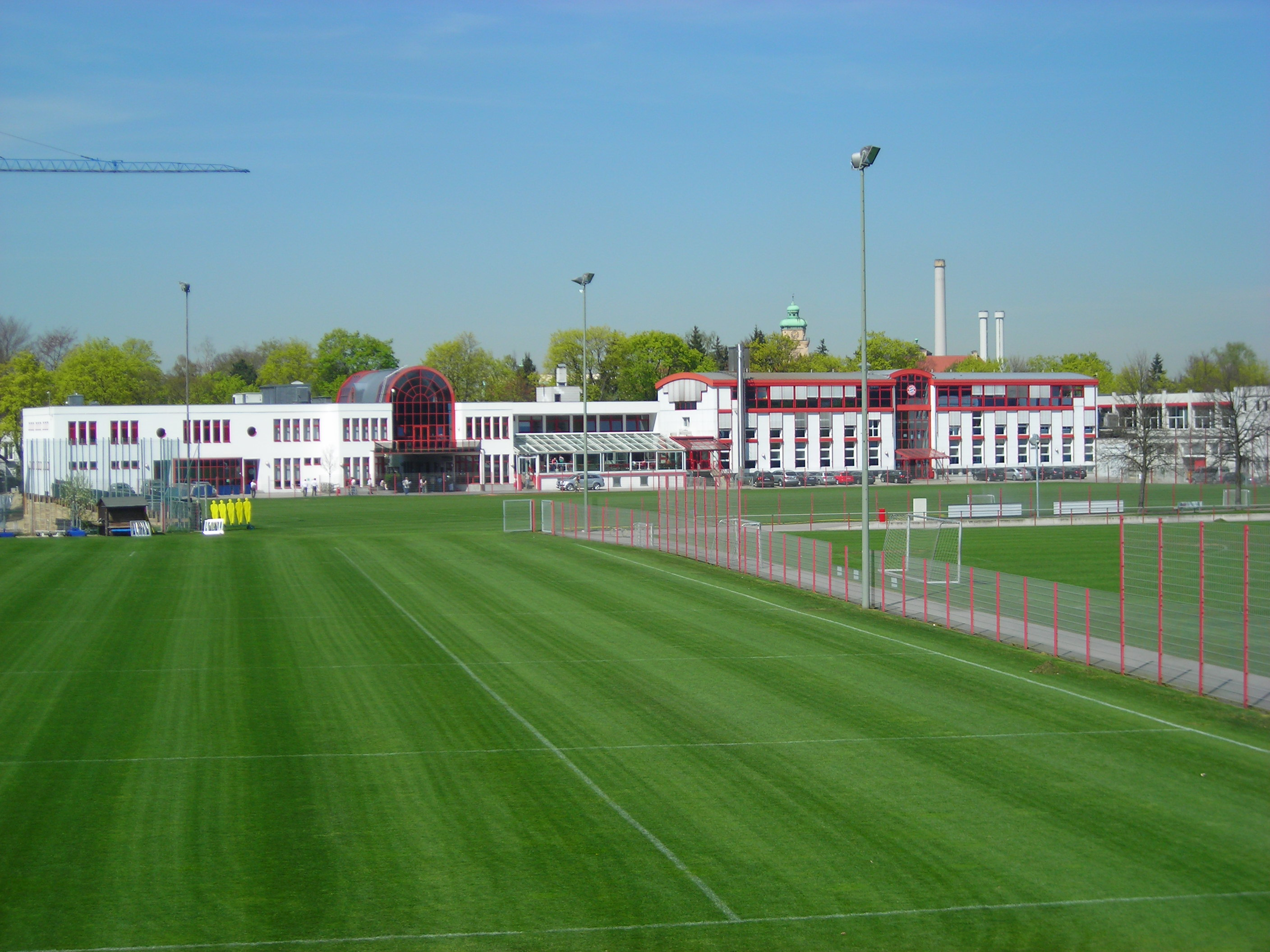
FC 바이에른 뮌헨의 훈련구장

### 초창기 (1900-1965)

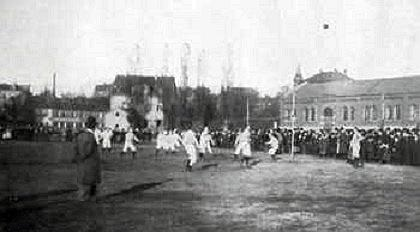
1. FC 뉘른베르크와의 1901년 첫 경기

FC 바이에른 뮌헨은 뮌헨 체육 클럽 (MTV 1879) 멤버들로 창단했다. MTV 1879 선수들이 1900년 2월 27일 집회에서, 축구부가 독일 축구 협회(DFB) 에 가맹이 불가능함에 따라, 11명 축구부 선수들이 MTV 1879에서 탈퇴하여 같은날 오후에 축구 클럽 바이에른 뮌헨(Fußball-Club Bayern München)을 창단하였다. 몇 달 후, 바이에른은 지역 라이벌을 상대로 모두 대승을 거두었고, 1900-01시즌 남독일 챔피언십 준결승전에 진출하였다. 이어지는 후년에 바이에른은 몇 개 지역 트로피를 획득하였고, 1910-11시즌, 바이에른은 새로 출범한 바이에른 주 1부 리그 "크라이슬리가"(Kreisliga)에 속하였다. 바이에른 뮌헨은 첫 해에 이 리그 우승을 거두었지만, 1914년, 제1차 세계 대전이 발발하기 직전까지는 무관에 그쳤고, 1차 세계대전으로 독일 전체 축구 활동이 중지되었다.
1차 세계대전 이후, 바이에른은 1926년, 남독일 챔피언십이 출범하기 전까지 몇 개 지역 우승컵을 들어올렸으며, 2년 후 이 성공을 반복하였다. 바이에른이 처음으로 획득한 우승 타이틀은 1932년 리그 우승으로, 리하어트 "리틀 돔비" 콘(Richard "Little Dombi" Kohn)은 바이에른을 이끌고 아인트라흐트 프랑크푸르트와 독일 챔피언쉽 결승에서 2-0으로 승리를 거두었다.
나치즘이 정권을 가져가면서 바이에른 뮌헨의 성장은 정지했다. 바이에른 뮌헨 회장과 감독은 그때 당시 유대인이었기 때문에 둘 다 강제로 출국했고 클럽 다수 멤버는 숙청당하였다. 바이에른 뮌헨은 "유대인의 클럽"으로 조롱거리가 되었으며, 반(半)프로 클럽 바이에른은 나치즘으로 인해 완전한 아마추어 클럽이 되었다. 이어지는 시기에 바이에른은 국내 타이틀을 경쟁하기에는 역부족이었고, 지역 리그에서도 중위권을 차지하였다.
제2차 세계 대전 이후, 바이에른 뮌헨은 남부 오베르리가에 속하였으며, 오베르리가는 당시 독일의 1부 리그로 지역별로 총 5개로 나뉘었다. 바이에른 뮌헨은, 1945년에서 1963년까지 13명의 감독을 해임하며 어려운 시기를 보냈다. 1955년, 바이에른은 2부 리그로 강등되었지만, 이듬해 1부 리그에 복귀하였고, DFB-포칼 결승에서 포르투나 뒤셀도르프를 1-0으로 꺾으며 첫 우승을 거두었다. 바이에른은 이 시기에 재정난을 겪었고, 결국 1950년대에는 부도까지 났다. 생산자 롤란트 엔틀러 (Roland Endler)는 재정 지원을 하였고, 4년간 구단의 회장직을 맡았다. 1963년, 독일의 오베르리가는 단일 1부 리그인 푸스볼-분데스리가로 통합되었다. 출범 멤버로 5개의 오베르리가 팀이 포함되었다. 이때, 바이에른은 남부 1부 리그 3위로 마쳤지만, 지역 라이벌인 TSV 1860 뮌헨이 오베르리가 우승을 거두었다. DFB는 같은 연고지의 2팀을 1부 리그에 넣는 것을 거부함에 따라, 바이에른 뮌헨은 분데스리가의 출범 멤버가 되지 못하였다. 바이에른 뮌헨은 그로부터 2년후에 처음으로 푸스볼-분데스리가에 등장하였고, 당시 프란츠 베켄바우어, 게르트 뮐러, 제프 마이어와 같은 젊은 선수들을 주축으로 하였고, 나중에 이들은 독일 대표팀의 주축이 되었다.

### 황금기 (1965-1979)

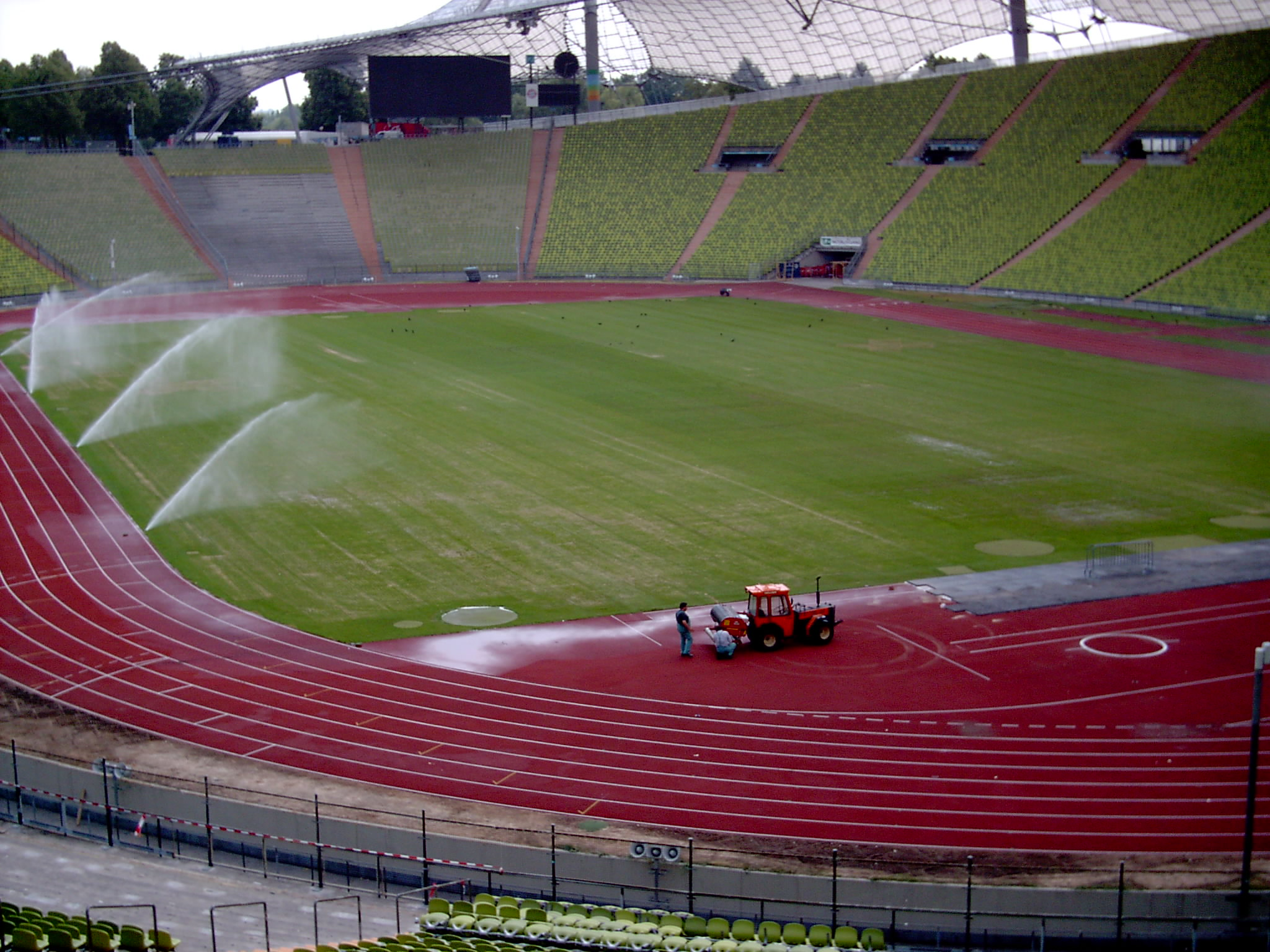
1972년, 바이에른 뮌헨은 홈 구장을 뮌헨 올림픽 스타디움으로 옮겼다.

승격 첫 해, 바이에른은 리그를 3위로 마감하고, DFB-포칼 우승을 거두었다. 그 결과, 바이에른은 이듬해 UEFA 컵 위너스컵 진출권을 획득하였고, 레인저스 FC와 드라마틱한 결승에서 만났다. 이 경기에서 프란츠 "불" 로트 (Franz "the Bull" Roth)는 연장전에서 1-0 결승골을 넣었다. 1967년, 바이에른은 DFB-포칼 타이틀 방어에 성공하였지만, 리그 부진으로 브란코 제베츠 감독이 새로 사령탑에 올랐다. 그는 바이에른의 공격적인 플레이스타일을 더 다듬었고, 그 결과 푸스볼-분데스리가 첫 우승과 더불어 역사상 최초의 국내 더블을 이루었다. 제베츠 감독은 이 시즌을 통틀어 13명의 선수만 기용하였다.
1970년, 우도 라텍은 제베츠 감독의 뒤를 이어 새 사령탑에 올랐다. 첫 시즌에 DFB-포칼 우승을 거둔 후, 라텍은 3번째 분데스리가 타이틀을 획득하였다. 1971-72 시즌에서 가장 결정적이었던 경기는 새 홈구장 뮌헨 올림픽 스타디움에서의 FC 샬케 04와의 홈 경기로, 이는 공교롭게도 처음으로 TV 생중계된 첫 분데스리가 경기였다. 바이에른은 샬케를 5-1로 대파함으로써 우승을 차지하였으며, 승점과 득점을 비롯하여 각종 신기록을 세웠다. 바이에른은 이후 분데스리가 3연패에 성공하였고, 이중 3연패를 달성한 해에는 아틀레티코 마드리드와의 유러피언 컵 결승에서 재경기 끝에 4-0 승리를 거두었다. 이어지는 2년간은 국내에서 그다지 성공을 거두지 못하였지만, 리즈 유나이티드 AFC와의 유러피언 컵에서 로스와 뮐러의 막판골로 유러피언 컵의 타이틀 방어에 성공하였다. "우리는 경기의 흐름을 되찾아 행운의 2골을 득점하였으며, 그에 따라 우리는 행운의 승자가 되었다." 라고 프란츠 베켄바워는 회고하였다. 빌리 브렘너 리즈 유나이티드 AFC의 주장은 프랑스인 주심에 대해 "의심스럽다."라는 의견을 보였다. 리즈 팬들은 파리에서 폭동을 일으켰고, 그에 따라 리즈는 유럽 축구계에서 3년간 추방당하였다. 이듬해 글래스고의 햄던 파크에서 벌어진 AS 생테티엔과의 결승에서도 로스의 결승골로 유러피언 컵 3연패를 달성하였다. 이 시기에 바이에른이 가장 마지막으로 얻은 국제대회 트로피는 인터콘티넨털컵으로, 홈앤 어웨이로 브라질의 크루제이루 EC를 꺾고 획득하였다. 그 뒤로 이어지는 시기동안 바이에른은 무관에 그쳤다. 1977년, 프란츠 베켄바워는 뉴욕 코스모스로 이적하였고, 제프 마이어와 울리 회네스는 은퇴하였으며, 게르트 뮐러는 포트로더데일 스트라이커스 (Fort Lauderdale Strikers) 로 이적하였다. 바이에른의 황금기 이후로 바이에른두젤 (Bayerndusel)이라는 신조어가 탄생했는데, 바이에른이 경기에서 간신히 승리하는 경기가 많아, 타팀의 부러움을 산 데에서 유래하였다.

### FC 브라이트니게에서 FC 할리우드로 (1979-1998)

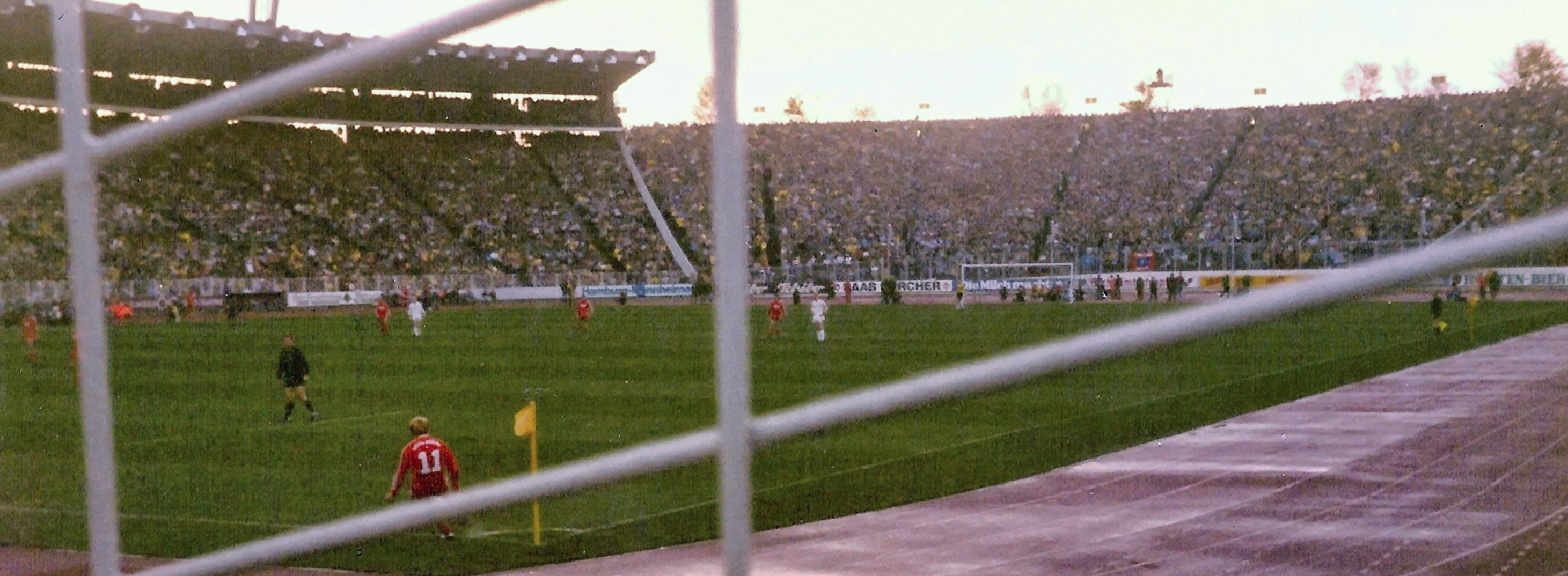
바이에른 뮌헨의 함부르크 SV와의 1981-82 시즌 원정경기.

1980년은 바이에른에게는 피치 밖에 위기가 닥친 시기로, 보드진의 다수가 교체되었으며 재정난을 겪었다. 피치 위에서, 파울 브라이트너와 카를하인츠 루메니게가 팀의 주축을 담당하여 FC 브라이트니게 (FC Breitnigge) 라고 당시 명명되었으며, 1980년과 1981년에 리그 2연패를 하였다. 1982년, DFB-포칼 우승과는 별개로, 브라이트너가 은퇴하고 우도 라텍이 바이에른 감독직에 복귀하는 과정에서, 2년의 상대적으로 성공적이지 못한 시즌이 뒤따랐다. 바이에른은 1984년에 포칼 우승을 거두었으며, 6시즌 동안, 5번의 리그 우승을 거미쥐었고, 이중 1986년에는 더블을 달성하였다. 그러나, 80년대의 유럽대항전에서는 바이에른에게 운이 따르지 않았다. 유러피언 컵에서 1982년과 1987년에 결승 진출에 성공하였으나, 각각 애스턴 빌라 FC와 FC 포르투에 패하여 준우승에 머물렀다.
1987년, 유프 하인케스가 새 감독으로 임명되었으며, 1988-89 시즌과 1989-90 시즌에 2연패를 거두었으나, 바이에른 뮌헨은 이후 하향세를 탔다. 1990-91 시즌 리그 준우승을 거둔 뒤, 1991-92 시즌에는 강등권과 5점차로 잔류하는 부진을 겪었다. 1993-94 시즌, 바이에른 뮌헨은 프리미어리그의 노리치 시티 FC와의 UEFA 컵 2라운드에 패하여 탈락했으며, 노리치는 바이에른의 홈구장에서 승리를 거둔 첫 팀으로 기록되었다. 1993-94 시즌 후반, 프란츠 베켄바워가 감독을 맡으며 다시 상승세를 탔고, 4년 만에 리그 우승을 거두었다. 이후, 베켄바워는 구단의 회장이 되었다.
그의 후임 감독인 조반니 트라파토니와 오토 레하겔은 모두 바이에른의 높은 기대에 미치지 못하고 무관으로 초라하게 1시즌씩 마쳤다. 이 시기에 바이에른 뮌헨에 소속된 선수들은 언론지의 스포츠 페이지보다 촌평지에 더 많이 등장하였고, 그 결과 FC 할리우드 (FC Hollywood) 라는 별명이 탄생하였다. 프란츠 베켄바워는 1995-96 시즌 막판에 급히 감독 대행을 맡았고, FC 지롱댕 드 보르도를 UEFA 컵 결승에서 꺾으며 우승을 차지하였다. 1996-97 시즌, 조반니 트라파토니가 다시 감독이 되었고, 리그 우승을 거미쥐었다. 그러나, 다음 시즌, 바이에른 뮌헨은 승격팀 1. FC 카이저슬라우테른에게 타이틀을 빼앗겼고, 트라파토니는 다시 해임되었다. 아이러니하게도, 당시 카이저슬라우테른 감독은 뮌헨에서 부진한 시즌을 보냈던 오토 레하겔이었다.

### 국제대회에서 또다시 성공을 거두다 (1998-현재)
트라파토니가 경질된 이후, 바이에른에게 2년 연속으로 굴욕을 안겨주었던 보루시아 도르트문트의 오트마어 히츠펠트감독이 1998년에서 2004년까지 바이에른의 감독을 맡았다. 히츠펠트의 첫 시즌, 바이에른은 분데스리가 우승을 거두고, UEFA 챔피언스리그 결승까지 올랐으나, 맨체스터 유나이티드 FC와의 결승에서 압도적인 경기력을 보여주고도 인저리 타임 막판에 2실점을 하여 1-2로 석패하였다. 현재 이 사건을 바이에른 팬들은 "캄 노우(누 캄프)의 비극"이라고 부른다. 1999-2000 시즌, 바이에른 뮌헨은 클럽 역사상 세 번째 국내 더블을 이룩하였으며, 이듬해인 2001년에는 리그 최종 라운드에서 극적인 승리를 거두며 분데스리가 3연패를 하였다. 같은 시즌 챔피언스리그에서는 맨체스터 유나이티드 FC와 8강전에 만나 홈과 원정에서 모두 승리를 거두며 누캄프의 비극에 대해 설욕하였고, 전 시즌 우승 팀 레알 마드리드 CF를 준결승에서 격파하고, 결승에서 지난 시즌 준우승 팀이었던 발렌시아 CF와 밀라노의 스타디오 주세페 메아차에서 격돌하였다. 결승전에서 바이에른 뮌헨은 승부차기 끝에 승리하였고, 25년 만에 UEFA 챔피언스리그 정상에 올랐다. 2001-02 시즌은 인터콘티넨털컵으로 시즌을 시작하였지만, 빈손으로 시즌을 마무리 하였다. 2002-03 시즌, 바이에른 뮌헨은 4번째 국내 더블을 기록하였고, 2위와의 기록적인 격차를 기록하며 리그 우승을 거두었다. 히츠펠트는 2004년에 바이에른 뮌헨이 2 분데스리가의 알레마니아 아헨과의 DFB-포칼 경기에서 패한 것을 포함하여 실망스런 성적을 내며 해임되었다.
펠릭스 마가트는 바이에른의 후임 감독이 되어 역사적인 2년 연속 국내 더블을 기록하였다. 2005-06 시즌 시작 전, 바이에른 뮌헨은 뮌헨 올림픽 경기장에서 알리안츠 아레나로 홈구장을 옮겼고, 새 구장 또한 TSV 1860 뮌헨과 공유하게 되었다. 2006-07 시즌의 바이에른 성적은 끔찍하였다. 알레마니아 아헨과의 DFB-포칼 경기에서 또다시 발목이 잡히자, 빈도슨은 겨울 휴식기 직후 해임되었다.

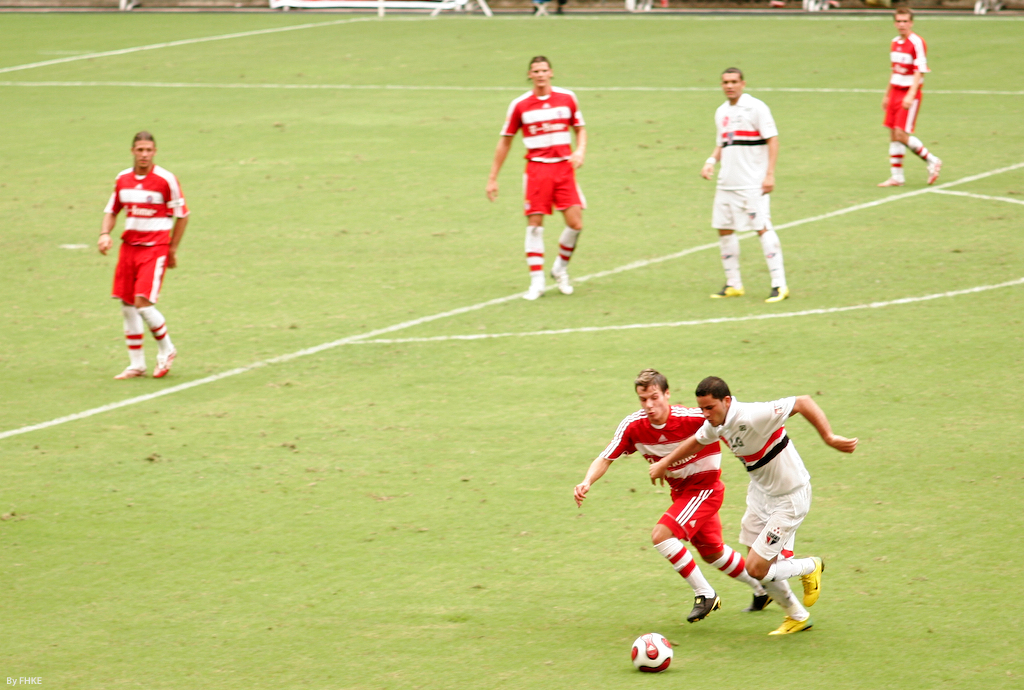
2007년 홍콩에서 치루어진 상파울루 FC와의 친선전.

전 바이에른 뮌헨 감독 오트마어 히츠펠트가 2007년 1월에 바이에른으로 돌아왔지만, 2006-07 시즌에 4위로 마감한 바이에른 뮌헨은, 10여년 만에 처음으로 UEFA 챔피언스리그 진출이 좌절되었다. 리그와 리그컵에서의 추가적인 패배로 바이에른은 이 시즌을 무관으로 마쳤다. 2007-08 시즌, 바이에른 뮌헨은 다시 타이틀 경쟁에 뛰어들기 위해 스쿼드를 급변화시켰다. 이 기간에 8명의 선수가 영입되었고, 9명의 선수가 방출되거나 임대되었다. 하미트 알튼토프가 FC 샬케 04로부터, 루카 토니가 ACF 피오렌티나로부터, 미로슬라프 클로제가 SV 베르더 브레멘으로부터, 그리고 프랑크 리베리가 기록적인 이적료로 올랭피크 드 마르세유로부터 이적하였다. 바이에른의 신입생들은 그 효과를 제대로 보았고, 바이에른은 2007-08 시즌에 DFB-포칼과 분데스리가 타이틀을 모두 되찾는 것은 물론이며, 매 라운드마다 선두를 달렸다.

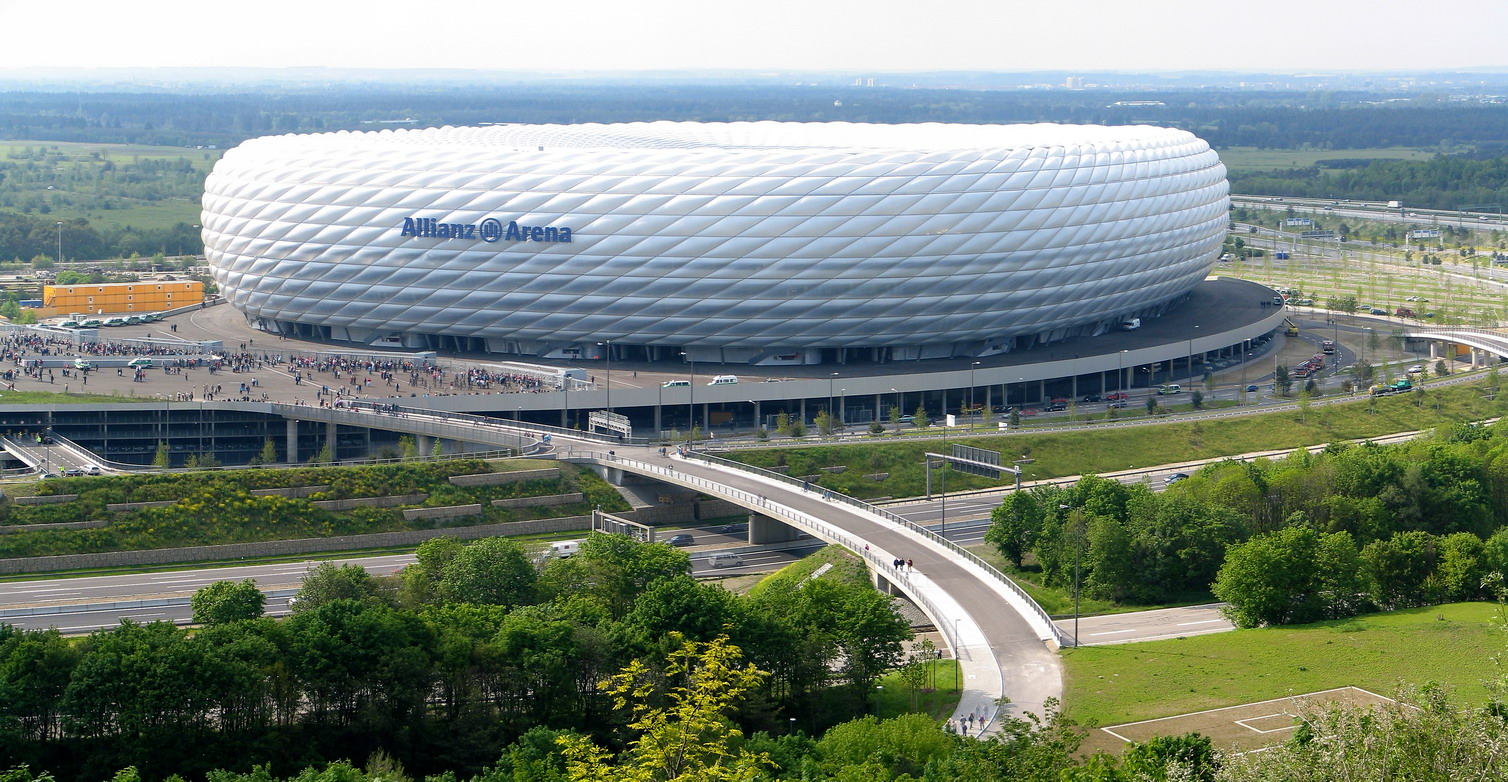
2005년을 기점으로 알리안츠 아레나는 바이에른 뮌헨의 홈 구장이 되었다.

2008년 1월 11일, 위르겐 클린스만은 도리카오 하츠의 후임 감독으로, 2008년 7월 1일에 사령탑에 올랐다. 클린스만은 2년 계약을 체결하였다. 2008-09 시즌 전반, 리그에서 바이에른 뮌헨은 6라운드까지 2경기만을 승리하며 부진하게 시작하였지만, 다시 기량을 회복하였다. UEFA 챔피언스리그에서 바이에른은 올랭피크 리옹, ACF 피오렌티나, FC 스테아우아 부쿠레슈티와 더불어 F조에 속하였다. 바이에른은 조 1위로 올랭피크 리옹과 16강에 올라, 스포르팅 CP와 16강에서 만났다. 16강에서 바이에른은 원정에서 5-0, 홈에서 7-1 승리를 거두며, 넉아웃 최다 득점차 승리인 합계 12-1 승리를 거두었다. 그러나 FC 바르셀로나를 8강에서 만나 0-4로 대패하였고 결국 합계 1-5로 8강에서 탈락하였다. 4월 15일, FC 샬케 04와의 홈 경기에서 패한 바이에른은 순위가 3위로 하락하였고, 클린스만은 해임되었다. 클린스만의 해임은, FC 바르셀로나와의 UEFA 챔피언스리그 8강전 완패, 이 시즌의 챔피언인 VfL 볼프스부르크와의 경기에서 1-5 대패로 야기된 것이다. 전 바이에른 감독 유프 하인케스가 감독 대행을 시즌이 끝날 때까지 맡았다. 바이에른 뮌헨은 결국 시즌을 준우승으로 마감하였고, 2009-10 챔피언스리그 조별리그에 직행하였다.

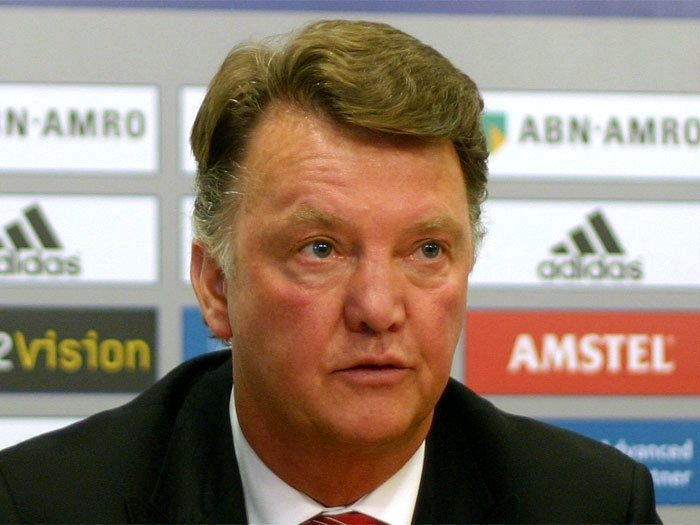
루이스 판 할은 바이에른 뮌헨을 2009-10 시즌 챔피언스리그의 결승에 올려놓았다.

그 후, AZ 알크마르의 감독 루이스 판 할을 새 사령탑으로 임명하였다. 바이에른은 2009-10 시즌을 부진하게 시작하였으나, 결국 토리노에서 있었던 유벤투스 FC와의 UEFA 챔피언스리그 2009-10 A조 최종전에서 4-1 대승을 거두며 16강에 올라갔고, 분위기 반전에 성공하였다. 16강에서 바이에른 뮌헨은 ACF 피오렌티나를 상대하게 되었다. 2010년 3월 9일, 바이에른은 ACF 피오렌티나 원정에서 2-3으로 패하였으나, 원정 다득점 원칙으로 8강에 진출하였다. 이어지는 8강에서는 바이에른에게 전통적으로 약한 맨체스터 유나이티드 FC를 상대하였으며, 결과는 피오렌티나의 16강전과 마찬가지로 합계 4-4의 결과가 나왔고, 원정 다득점 법칙으로 준결승에 진출하였다. 2010년 4월 27일, 바이에른은 올랭피크 리옹 원정에서 3-0으로 승리를 거두었고, 합계 4-0으로 9년 만에 챔피언스리그 결승전에 진출하였다. 2010년 5월 8일, 바이에른 뮌헨은 2009-10 시즌 분데스리가를 헤르타 BSC 베를린을 3-1로 제압하며 획득하였다. 바이에른은 2010년 5월 15일에 DFB-포칼 결승에서 SV 베르더 브레멘을 4-0으로 꺾고 또다시 더블을 달성하였다. 2010년 5월 22일, 뮌헨은 마드리드의 산티아고 베르나베우에서 열린 UEFA 챔피언스리그 2009-10 결승전에서 조제 모리뉴가 이끄는 FC 인테르나치오날레 밀라노에 0-2로 패하여 트레블이 무산되었다.
2010-11 시즌 시즌, 바이에른은 UEFA 챔피언스리그 16강전에서 전 시즌 챔피언스리그 결승 상대인 FC 인테르나치오날레 밀라노에 원정골에서 밀려 탈락하였고, 그 시즌의 리그를 3위로 마감하였다.
2011-12 시즌, 바이에른은 트리플 러너업의 분루를 삼켰다. 국내 대회에서 바이에른은 분데스리가와 DFB-포칼 결승전을 모두 보루시아 도르트문트에 밀리며 준우승에 머물렀다. 또한, 바이에른은 자신의 홈구장에서 열리는 UEFA 챔피언스리그 결승전에도 진출하였으나, 첼시 FC와의 이 결승전에서 연장전까지 1-1 접전을 펼쳤으나, 승부차기에서 3-4로 석패하였다. 이 패배는 바이에른이 잉글랜드 팀을 상대로한 홈 경기에서의 두 번째 패배이며, 알리안츠 아레나에서는 첫 패배였다.

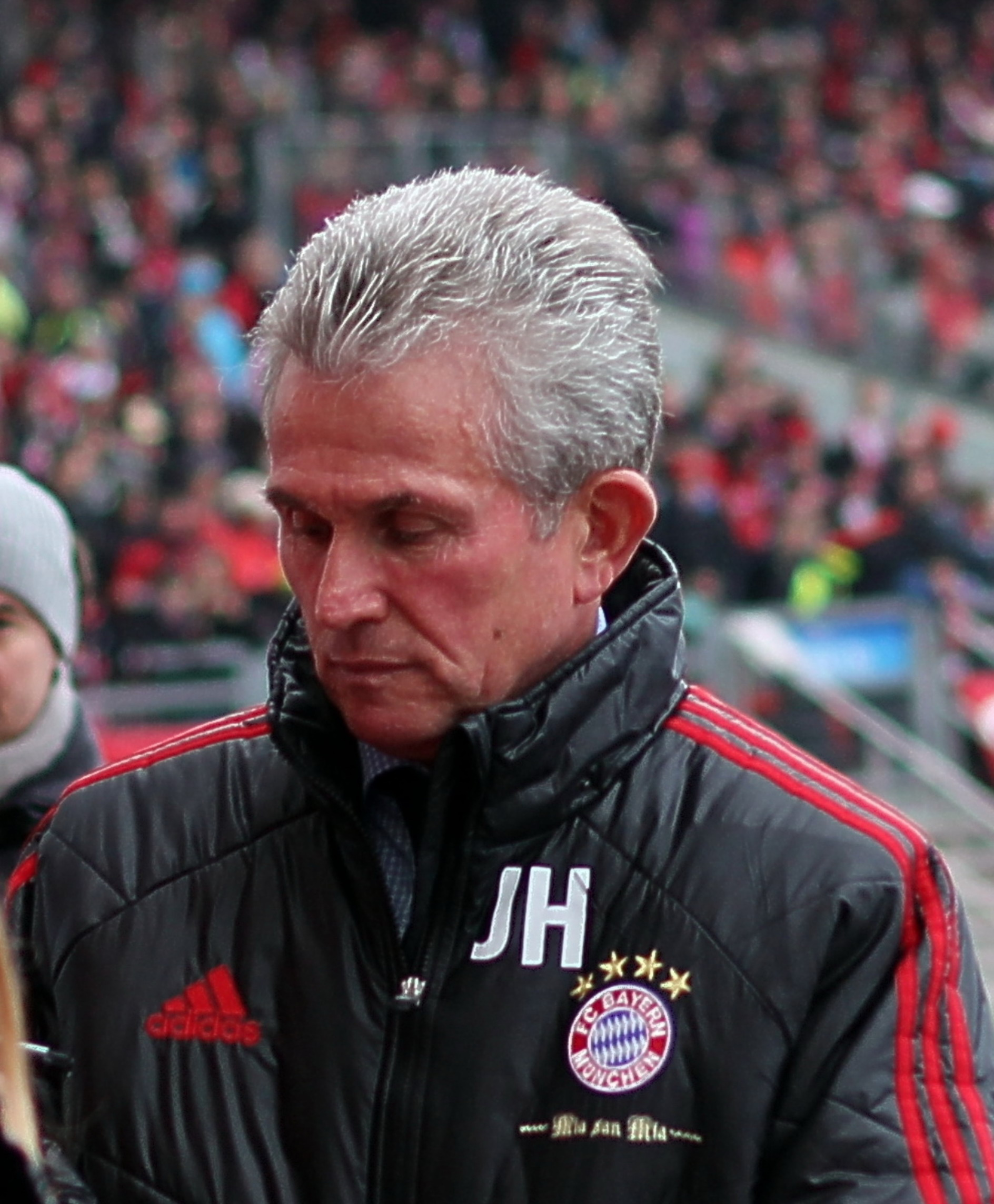
유프 하인케스는 바이에른 뮌헨을 이끌고 트레블을 거두었다.

2012-13 시즌은 바이에른 뮌헨이 4차원적인 살인병기랑 맞먹을 정도로 완전히 일방적인 시즌이었다. 전통의 라이벌인 보루시아 도르트문트를 제치고 리그우승을 확정하여 우승하였고, 패배도 단 1번밖에 하지 않았다. 그리고 DFB-포칼 8강전에서도 도르트문트를 만나 1-0으로 승리하면서 조기탈락시켰고, 결승전에서 VfB 슈투트가르트를 상대로 3-2로 승리하였다. 또한 챔피언스리그에서도 도르트문트를 상대로 2-1 승리를 거두며 트레블을 달성하였다. 지난시즌의 굴욕을 떨쳐내고 이번시즌에 완전히 복수한 것이다.
2013년 7월 1일, 펩 과르디올라가 바이에른 뮌헨의 새 감독으로 임명되었다. 2013년 7월 27일 지그날 이두나 파크에서 열린 2013 DFL-슈퍼컵에서 라이벌 보루시아 도르트문트에 2-4로 패하였다. 2013년 8월 30일에 열린 UEFA 슈퍼컵에서 첼시에 승리하면서 독일 클럽으로는 최초로 UEFA 슈퍼컵 우승을 달성하였다. 2013년 11월 9일 함부르크 SV가 30년 동안 보유하고 있던 36경기 연속 푸스발-분데스리가 무패 기록을 갱신했으며 2013년 11월 27일에는 CSKA 모스크바와의 원정 경기에서 3-1 승리를 기록하면서 UEFA 챔피언스리그 역사상 최초로 10연승 기록을 수립하였다. 2013년 12월 21일 모로코에서 열린 FIFA 클럽 월드컵 2013에서 라자 카사블랑카를 2-0으로 누르고 FIFA 클럽 월드컵 우승을 달성하였다.
2014년 3월 26일, 헤르타 베를린과의 경기에서 3:1로 승리함으로써 2위 보루시아 도르트문트와의 승점차를 25점으로 벌리며 27라운드만에 분데스리가 우승을 확정지었다. 이것은 분데스리가 역사상 최단기간 우승기록이 되었다.
그러나 UEFA 챔피언스리그 준결승에서는 2년 만에 레알 마드리드와 다시 만났지만 1.2차전을 모두 패배하여 2회 연속 우승에는 실패하였다.당시 바이에른은 1차전 마드리드 원정에서 1-0으로 패했고 2차전 홈 경기에서도 무너진 모습을 보이며 4-0으로 패하고 말았다 비록 UEFA 챔피언스리그 2회 연속 우승은 실패하였으나 5월 18일 열린 도르트문트 와의 DFB-포칼컵 결승에서 도르트문트를 2-0으로 꺽고 2회 연속 컵대회 정상에 올랐다.

## 유니폼
바이에른 뮌헨이 처음 창단하였을 때, 바이에른 뮌헨의 유니폼 색깔은 흰색과 파란색이었으나, 이후 MSC에 합류한 뒤 1905년까지 흰색 상의와 검은색 하의를 사용하였다. MSC는 축구부가 붉은색 하의를 입어야 한다고 주장하였다. 또한 젊은 선수들은 붉은 바지라고 불렸고, 이는 조롱거리가 되었다. 바이에른 뮌헨은 주로 빨간색과 흰색의 옷을 사용하였으나, 간혹 파란색이 추가되기도 하였다. 1969-70 시즌 유니폼은 FC 포르투의 현재 유니폼처럼 파란색과 흰색의 줄무늬가 있었고, 하의와 양말 또한 파란색이었다. 1995년에도 비슷한 유니폼이 채택되었고, 파란색이 처음으로 홈 유니폼으로 쓰였다. 1999년, 바이에른 뮌헨의 빨간색과 흰색으로 돌아왔다.
뮌헨의 원정 유니폼은 다양하며, 흰색, 검은색, 금빛 녹색 등의 색을 활용하였다. 바이에른은 원정 유니폼과 대조되는 써드 유니폼을 가지고 있다. 2009년 , 홈 유니폼은 빨간색이었고, 원정 유니폼은 올 암청색이었으며, 써드 유니폼은 올 흰색이었다. 2010-11 시즌, 바이에른 뮌헨은 빨간색과 흰색 줄무늬의 홈 유니폼, 흰색 상의와 암청색 하의의 원정 유니폼, 올 암청색의 써드 유니폼을 사용하였다.
1980년대에서 1990년대에, 바이에른 뮌헨은 1. FC 카이저슬라우테른과의 경기에서, 브라질 축구 국가대표팀 유니폼과 비슷한 유니폼을 사용하였지만 별다른 성공을 거두지 못하여, 이후 해당 색상을 사용하며 이기기 어렵다는 미신까지 돌게 되었다.

## 엠블럼 변천사
바이에른 뮌헨의 문양 (文樣) 은 여러 차례 변경되었다. 창단 초기 바이에른의 문양은 F, C, B, M의 철자가 고유 글씨체로 하나의 문양에 겹쳐 써져 있었다. 초창기 문양 색깔은 파란색이었다. 1954년을 기점으로 바이에른의 문양이 사용되기 시작하였다.
현재 사용되는 문양은 1954년판이 여러 차례 변형된 것이다. 대부분의 시기동안 문양은 파란색과 빨간색 둘 중 하나의 색으로 되어 있었지만, 2008년부터 현재까지 쓰이는 문양의 색깔은 파란색, 빨간색과 흰색이 조합된 것이다. 바이에른의 문양이, 바이에른 뮌헨 문양의 중앙에 위치하며 FC 바이에른 뮌헨 (FC Bayern München) 이라고 바이에른 뮌헨의 문양을 둘러싸는 빨간 링 위에 새겨져 있다.
바이에른 뮌헨의 엠블럼 역사
- 1900년 ~ 1901년
- 1906년 ~ 1919년
- 1923년 ~ 1938년,
1945년 ~ 1954년
- 1954년 ~ 1961년
- 1961년 ~ 1965년
- 1965년 ~ 1970년
- 1970년 ~ 1979년
- 1979년 ~ 1996년
- 1996년 ~ 2002년
- 2002년 ~ 2017년
- 2017년 ~ 2024년
- 2024년 ~ 현재

## 경기장

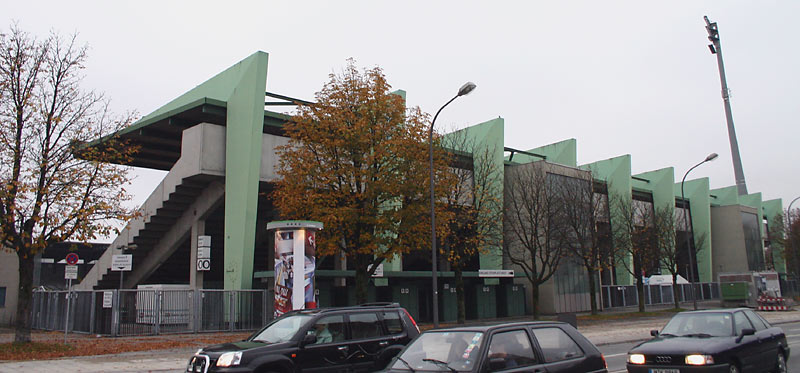
그륀발데어 슈타디온

바이에른 뮌헨은 초창기에 뮌헨 중심에 위치한 쉬렌플라츠 (Schyrenplatz)에서 첫 훈련 경기를 치루었다. 첫 공식 경기는 테레진비제 (Theresienwiese)에서 열렸다. 1901년, 바이에른 뮌헨은 처음으로 잔디 구장을 소유하였는데, 이 구장은 슈바빙 (Schwabing)의 클레멘스트라세 (Clemensstraße) 에 위치하였다. 1906년, 뮌헨 스포츠 클럽 (Münchner Sport-Club, MSC)의 일원이 된 이후, 1907년에 레오폴트스트라세 (Leopoldstraße) 에 위치한 MSC의 구장으로 홈구장을 옮겼다. 1920년대 초, 바이에른 뮌헨의 홈 관중수가 증가하기 시작하자, 바이에른은 홈 구장을 여러 차례 옮겨야만 했다.

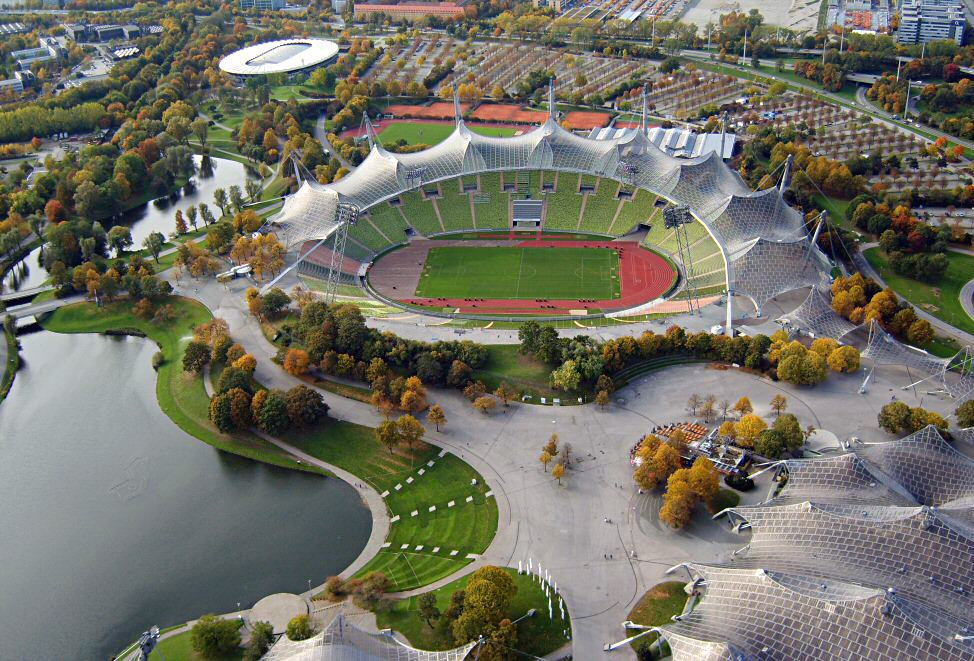
뮌헨 올림픽 경기장은 1972년에서 2005년까지 바이에른 뮌헨의 홈구장이었다.

1925년부터, 그륀발데어 슈타디온 (Grünwalder Stadion)으로 홈 구장을 옮기면서부터 바이에른 뮌헨은 TSV 1860 뮌헨과 홈구장을 공유하기 시작하였다. 제 2차 세계대전 이전까지, 그륀발데어 구장은 1860 뮌헨의 소유로, 현재까지 제히츠거 (Sechz'ger, 60년의) 경기장으로 현재까지 알려져 있다. 이 구장은 제 2차 세계대전 기간 동안에 전쟁으로 파괴되었지만, 보수를 통해 경기장을 복구하였다. 바이에른의 그륀발데어 경기장에서 최다 관중수를 기록하였던 경기는 1961-62 시즌, 1. FC 뉘른베르크와의 경기로, 50,000명 이상의 관중이 웅집하였다. 분데스리가 출범 후, 그륀발데어 경기장은 최대 44,000 명을 수용할 수 있었지만, 나중에 수용인원이 21,272명으로 줄었다. 대부분의 경기장과 마찬가지로, 다수의 경기장은 계단식 관중석을 채택하였다. 현재, 바이에른 뮌헨과 1860 뮌헨의 리저브 팀이 이 경기장을 공유하고 있다.

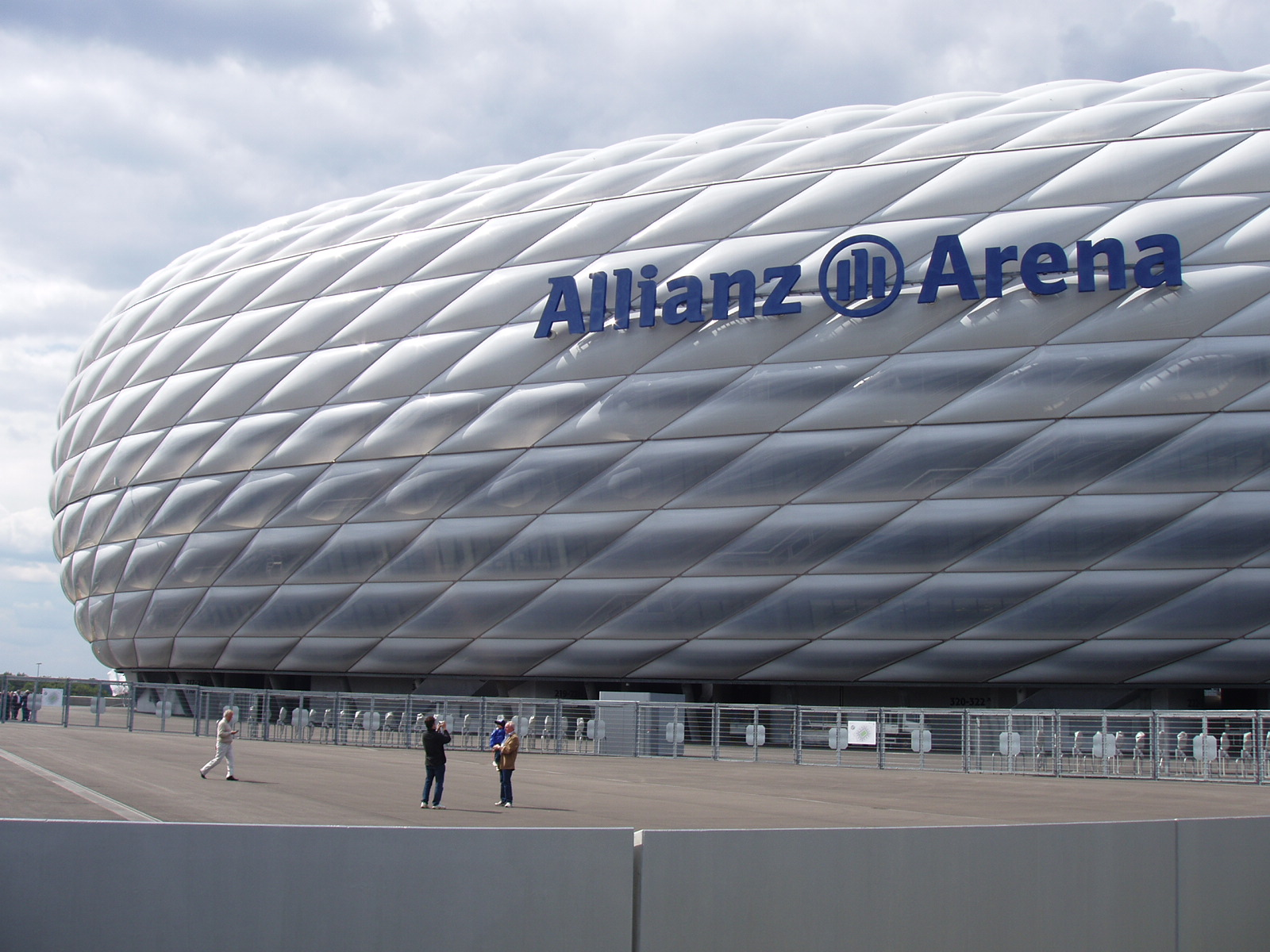
알리안츠 아레나의 남문

1972년 하계 올림픽을 위해 뮌헨시는 올림픽 경기장을 준공하였다. 이 경기장은, 건물 구조로 매우 유명하며, 1971-72 시즌의 분데스리가 마지막 라운드에 처음으로 사용되었다. 이 경기는 79,000명의 관중을 불러모았고, 이는 이후에도 여러번 같은 수의 관중이 모였다. 경기장은 초창기에 최첨단의 경기장으로 정평이 났으며, 여러 차례 1974년 FIFA 월드컵 결승전을 비롯한 주요 대회 결승전 경기장으로 사용되었다. 이후, 관중석간의 간격이 너비의 50%에서 66%로 증가하는 것을 비롯하여 여러 차례 리모델링 되었다. 결국, 경기장은 국가대표팀 경기에서 63,000명을 수용하고, 유럽 클럽 대항전에서 59,000명을 수용할 수 있도록 되었다. 다수의 바이에른 팬들은, 경기장이 겨울에는 너무 춥다는 반응을 보였고, 경기장의 관중석 절반 정도가 지붕으로 덮여있지 않아 비나 눈등의 악천후에 그대로 노출되어 있었다. 이 불만을 비롯하여, 피치와의 거리가 먼 것을 이유로 하여, 트랙과 피치를 가진 경기장의 리모델링이 불가피하게 되었다. 귄터 베니시(Günther Behnisch)를 비롯한 명건축가들은 경기장의 리모델링을 거부하며, 리모델링이 불가능하다는 것이 밝혀졌다.
그에 따라, 바이에른 뮌헨은 축구 전용 경기장 건설을 몇 년 동안 원했고, 2006년 FIFA 월드컵의 개최지가 독일로 확정되었으며, 뮌헨 올림픽 경기장이 더 이상 FIFA의 조건에 따라 월드컵 경기를 치룰 수 없게 됨에 따라 새 구장의 건설 제안은 탄력을 받았다. 시와의 회의 끝에, 바이에른주, FC 바이에른 뮌헨, TSV 1860 뮌헨은 2000년 말에 새 구장 건축안을 결정하였다. 뮌헨의 북쪽 외곽에 위치한 알리안츠 아레나는 2005-06 시즌을 기점으로, 바이에른의 홈 구장이 되었다. 알리안츠 아레나가 처음으로 건설되었을 때, 수용인원은 66,000명으로 전좌석이 지붕 아래에 위치하였고, 이후에 3,000여석을 추가 수용인원을 69,901명으로 증가하여 경기장의 좌석 구조를 동/서 대 남/북을 2:1로 만들었다. 가장 독특한 경기장의 특징은 반투명한 외부 커버로, 야간에 다양한 색의 빛을 발광하여 인상적인 이미지를 연출한다. 바이에른 뮌헨의 홈 경기 때에는 빨간색으로, TSV 1860 뮌헨의 홈 경기 때에는 파란색으로, 그리고 독일 축구 국가대표팀의 경기 때에는 흰색으로 발광한다.
2012년 9월 알리안츠 아레나는 2000석을 추가하여 총 수용 인원이 7만 1천석으로 확대되었다.

## 서포터

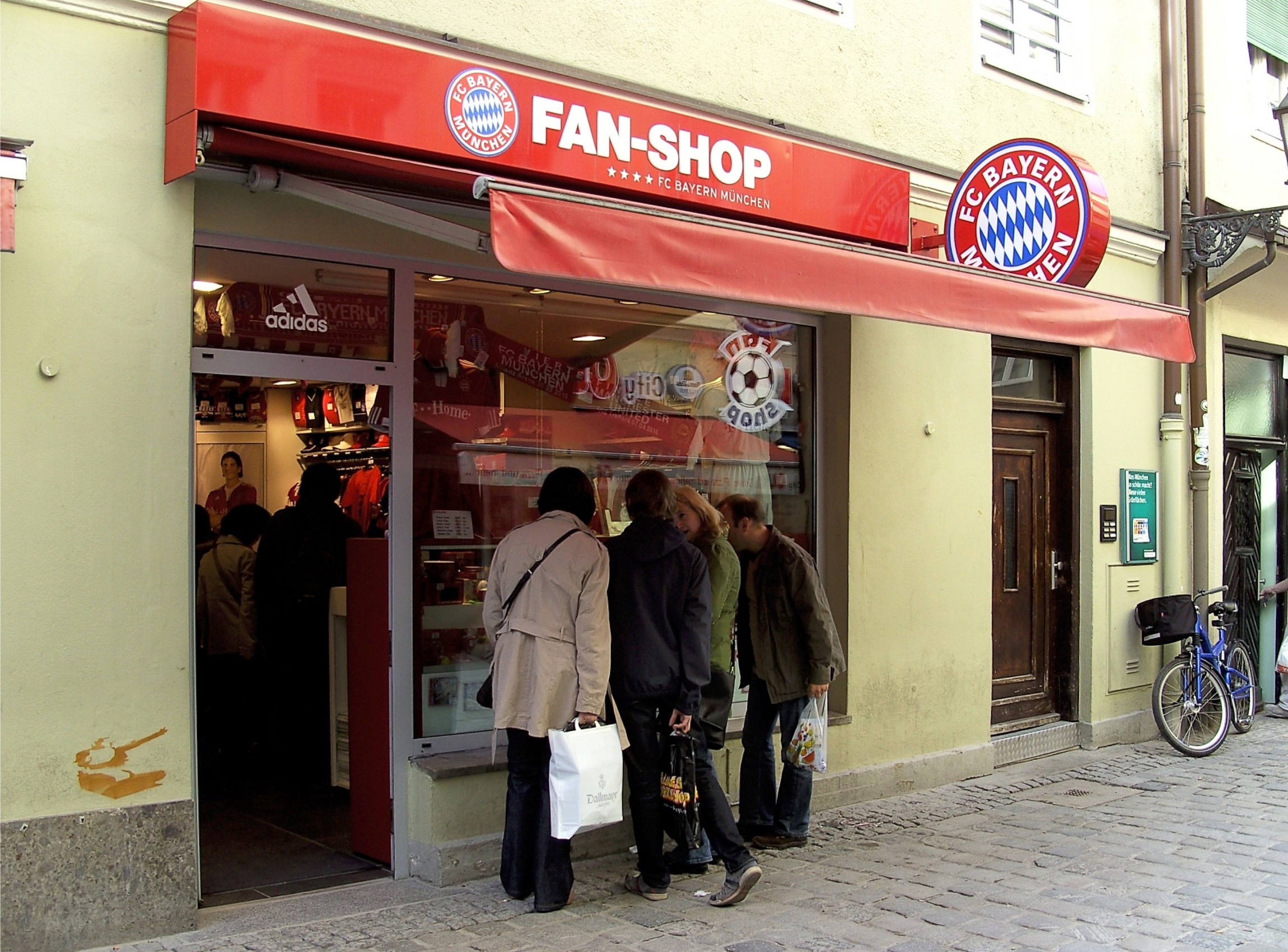
뮌헨의 브로이하우스트라세 (Bräuhausstraße) 에 위치한 팬샵

바이에른 뮌헨의 국가의 클럽으로 치부된다. 바이에른 뮌헨은 147,000명의 회원을 보유하고 있으며, 2,437개의 팬클럽을 가지고 있어, 독일 내에서 가장 많은 서포터 조직을 보유하고 있다. 전국에 서포터를 가진 것 또한 하나의 이유로, 바이에른 뮌헨의 07-08 시즌 모든 원정 경기는 빠르게 매진되었다. 바이에른 뮌헨의 서포터는 주로 중산층으로 구성되어 있으며, 서포터는 평균 200km가 넘는 먼 원정길을 따라가야 함에도 불구하고 바이에른의 알리안츠 아레나 홈경기는 항상 매진이다. 스포르트+마크트 바이에른 (Sport+Markt Bayern)의 조사에 따르면, 20.7M명의 서포터를 보유하고 있어, 유럽 내에서 5번째로 가장 인기있는 클럽이며, 10M명의 서포터로 독일 내에서 가장 인기있는 클럽이다.
바이에른 뮌헨은 가장 정비가 잘 된 울트라 서포터로 알려져 있다. 가장 유명한 울트라 단체는 쉬케리아 뮌헨 (Schickeria München), 빨간 뮤니크 '89 (the Red Munichs '89), 남쪽 스탠드 '73 (the Südkurve '73), 뮤니크매니악 1996 (the Munichmaniacs 1996), 서비스 크류 뮤니크 (the Service Crew Munich), 붉은 천사 (the Red Angels), 타버넨 크류 뮌헨 (the Tavernen Crew München), 그리고 빨간 상어 (the Red Sharks)가 있다. 남쪽의 별 (Stern des Südens) 은 바이에른 뮌헨의 매 홈 경기에서 팬들이 부른다. 1990년대 서포터들은 FC 바이에른, 영원히 넘버 1 (FC Bayern, Forever Number One) 을 부르기도 하였다.
이 클럽은 다수의 유명 인사들을 회원들로 두고 있으며, 그들 중에는 전(前) 교황 베네딕토 16세, 은퇴한 테니스 선수 보리스 베커, 우크라이나의 권투선수 볼로디미르 클리치코, 그리고 바이에른주의 현재와 과거 주총리, 호르스트 제호퍼와 에드문트 슈토이버 등이 있다.

## 라이벌

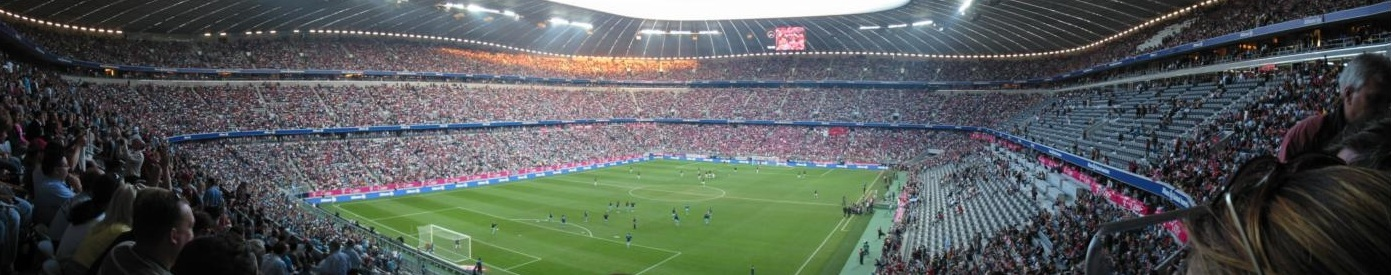
2005년 6월 10일, 알리안츠 아레나에서 거행된 바이에른 뮌헨과 TSV 1860 뮌헨의 친선경기 파노라마.

바이에른 뮌헨은 뮌헨을 연고로 하는 3개의 프로 축구 클럽 중 하나이다. 바이에른 뮌헨의 주요 지역 라이벌은 TSV 1860 뮌헨으로, 1960년대에 바이에른 뮌헨보다 더 성공적인 클럽으로 DFB-포칼과 리그 우승을 거두었다. 1970년대와 1980년대에, TSV 1860은 1부 리그에서 3부 리그까지 속한 리그가 자주 변하였지만, 현재 2 분데스리가에 속해 있다. 그러나, 뮌헨 더비는 현재까지도 많은 이들이 기대하는 더비로, 양쪽 클럽으로부터 특별한 관심을 받는다. 1860은 주로 노동 계층을 상징하며, 현재 도시에서 제조업을 더 이상 하지 않음에 따라 서포터의 수가 줄어들고 있다. 바이에른은 주로 중상류층을 상징하며, 많은 보드진 멤버가 사업 CEO인 것을 예로 들을 수 있으며 에드문트 슈토이버 전 바이에른 주총리 또한 바이에른의 서포터이다. 라이벌 전임에도 불구하고 바이에른은 1860이 재정난을 겪을 때마다 응원해주는 훈훈한 모습을 보여주곤 한다.
SpVgg 운터하힝은 뮌헨의 남쪽 외곽에 위치한 반시골 지역의 클럽으로, 뮌헨의 제 3구단이다. 1999년에 1 분데스리가 승격을 이룬 것이 그들의 최대 성공으로, 이후 분데스리가에서 2시즌을 보냈다. 그 이후로, 운터하힝은 2 분데스리가와 3 리가에 속했다. 2008-09 시즌을 기점으로, 운터하힝은 3 리가에 속해 있었다. 운터하힝과 바이에른 사이에는 라이벌전이 없지만, 두 클럽간의 관계는 1999-2000 시즌에 1 분데스리가에 맺었다. 운터하힝은 바이어 04 레버쿠젠과의 시즌 마지막 경기에서 승리하여, 바이에른 뮌헨이 레버쿠젠을 넘어 우승을 할 수 있도록 하였다.
1920년대부터, 1. FC 뉘른베르크는 바이에른 뮌헨의 전통적인 바이에른주 라이벌이었다. 필리프 람 현 바이에른 뮌헨 주장은 뉘른베르크전을 "항상 특별한 경기"라고 언급하였고, 매번의 경기마다 "경기장이 후끈 달아오른다"라고 덧붙였다. 두 클럽은 1920년대 중반부터 같은 리그에 속했지만, 1920년대와 1930년대에는 뉘른베르크가 바이에른보다 훨씬 강력하고 성공적으로, 1920년대에는 5번 챔피언쉽 우승을 거두고 당시 독일 최다 우승 기록을 세웠다. 바이에른은 그로부터 60여년 후, 1987년에 10번째 우승을 하며 뉘른베르크의 기록을 갈아치웠다. 바이에른과 뉘른베르크의 대결은 흔히 바바리아 더비라고 불린다.
바이에른 뮌헨은 1. FC 카이저슬라우테른과도 라이벌 관계를 1973년부터 시작하였다. 이 해에 바이에른은 4-1로 앞서나가다 4-7로 대역전패를 당한 경험이 있었고, 또한 다양한 시기에 분데스리가와 컵 경기에서 두 클럽이 타이틀 경쟁하는 것은 물론이며, 카이저슬라우테른은 제 2차 세계대전 이전까지 바이에른의 일부였다.
1970년대를 기점으로, 바이에른 뮌헨의 주요 라이벌은 항상 독일의 패권을 다투던 리그 경쟁자였다. 1970년대에는 보루시아 묀헨글라트바흐였고, 1980년대로 넘어가면서 이 항목에 함부르크 SV가 추가되었다. 1990년대에는 보루시아 도르트문트, SV 베르더 브레멘, 바이어 04 레버쿠젠 이 가장 위협적인 상대로 떠올랐다. 최근 보루시아 도르트문트, FC 샬케 04, 그리고 SV 베르더 브레멘은 분데스리가의 주요 상대였다. 이때 보루시아 도르트문트와의 대결을 데어 클라시커라고 한다.
바이에른의 유럽대항전 라이벌은 레알 마드리드 CF, AC 밀란, 그리고 맨체스터 유나이티드 FC로 여러 차례의 명승부를 펼쳤다. 레알 마드리드 CF와 FC 바이에른 뮌헨은 UEFA 챔피언스리그 역사상 가장 많은 맞대결 기록을 가지며, 두 팀은 챔피언스리그 출범 이래 14번을, 유러피언컵 시대까지 합치면 19번의 맞대결을 펼쳐, 챔피언스리그의 두팀간 맞대결 기록 2위를 기록한 첼시 FC와 FC 바르셀로나간의 맞대결 (12회) 보다 7번의 경기가 더 있었다. 바이에른은 2000년 2월 29일에 레알 마드리드를 베르나베우에서 4-2로 꺾으며, 레알 마드리드의 챔피언스리그 홈경기 최다 점수차 패배를 안겼다. 바이에른은 마드리드에게 최대 난적이 됨에 따라, 마드리드 서포터들은 바이에른을 '검은 야수' (La Bestia negra) 라고 명명하였다. 다수의 맞대결에도 불구하고, 현재까지 바이에른과 레알 마드리드는 서로를 결승전에서 붙은 적이 없다. 최근에 두 팀이 맞대결을 펼친 때는 2017-18 시즌의 준결승전으로, 1차전에서 레알 마드리드가 1대 2로 승리하였고, 산티아고 베르나베우에서 열린 2차전에서는 울라이히의 실수로 2대 2로 무승부를 거둬 16강 진출이 좌절되었다.

## 조직과 재정

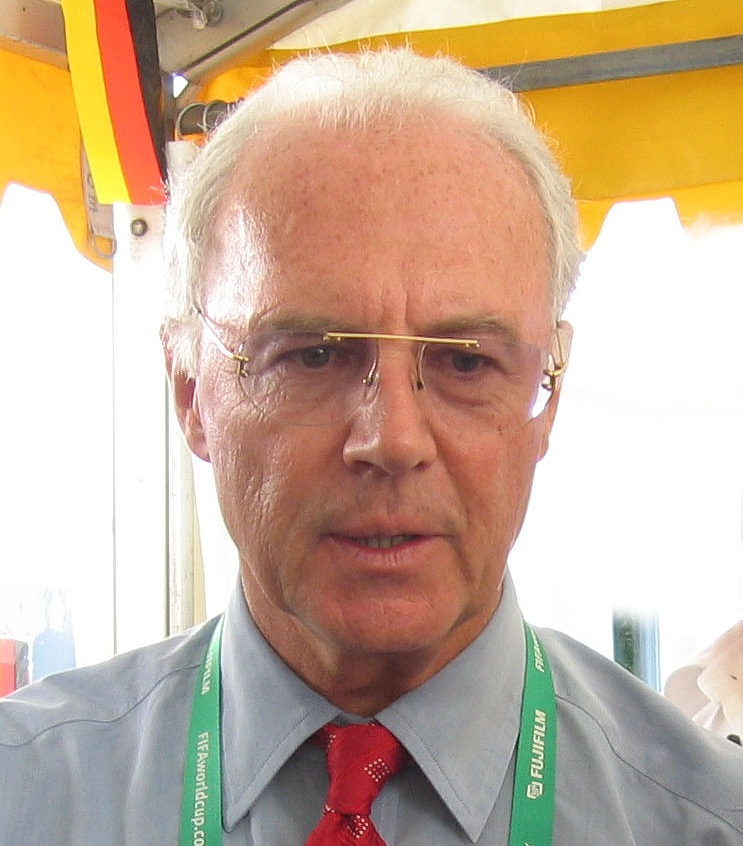
프란츠 베켄바워는 1994년부터 2009년까지 바이에른 뮌헨의 회장직을 맡았다.

바이에른 뮌헨의 축구 클럽은 자회사 FC 바이에른 뮌헨 AG (FC Bayern München AG) 에 의해 운영된다. AG는 Aktiengesellschaft를 줄인 말로, 주식회사를 뜻하며, 바이에른은 조합회사로 운영되는데, 이 회사는 주식시장에 등록되어 있지는 않지만, 사적인 회사이다. FC 바이에른 뮌헨 AG의 84.1%는 자구단 FC 바이에른 뮌헨 e. V. (e. V.는 Eingetragener Verein을 줄인 말로, "등록 클럽"으로 해석된다) 가 소유하고 있고, 9.4%는 스포츠 용품 제조회사 아디다스가, 6.5%는 자동차 제조회사 아우디가 소유하고 있다. 아디다스는 2002년에 €77M의 주식을 사들였다. 이 돈은 알리안츠 아레나 건설의 재정지원에 도움을 주었다. 2009년, 아우디는 주식에 €90m을 지불하였다. 이 자본은 알리안츠 아레나의 임대료 지불 기간을 예상했던 시기보다 단축시켰다.
바이에른 뮌헨의 주 광고 파트너와 유니폼 주 스폰서는 도이체 텔레콤이다. 현재 바이에른 뮌헨의 유니폼 제작은 아디다스가 맡고 있다. 바이에른 뮌헨의 프리미엄 파트너로는 파울라너, 아우디, 코카콜라, 루프트한자, 삼성, 잉리 태양전지가 있다. 이전에 바이에른 뮌헨을 스폰서한 기업으로는 지멘스 AG, 버거킹, 에벨, 피트니스 퍼스트, 레고 그룹, 샤에플러 그룹, s.올리버, 콘티넨탈, 비아고고, 트렌티노, 토마스 사보, 셰라톤 호텔 앤드 리조츠가 있다. 식료품 회사 스폰서로는 알비, 비피, 에어만과 MF가 있다. 과거에 유니폼 스폰서로는 아디다스 (1974-1978), 마기루스 도이츠와 이베코 (트럭 / 1978-1984), 코모도레 (컴퓨터 / 1984-1989), 그리고 오펠 (자동차 / 1989-2002) 이 있었다.
바이에른 뮌헨은 전 선수가 보드진을 맡고 있다. 현 클럽 회장은 울리 회네스이다. 그는 1979년부터 클럽 디렉터로 있었다. 카를하인츠 루메니게는 FC 바이에른 뮌헨 AG의 회장이다. 9명의 보드진은 주로 독일 대기업의 회장으로 구성되어 있다. 그들은 헤르베르트 하이너 (아디다스 CEO), 울리 회네스, 티모테우스 회트게스, 헬무트 마크보트, 디터 람플, 프리츠 셰러, 루퍼트 슈타들러, 에드문트 슈토이버, 그리고 마르틴 빈터코른이다.
2007-08 시즌의 매출은 €2.1M의 세금을 제외하면 €328.4를 기록하였고, 2008-09 시즌에는 €2.5M의 세금을 제외하면 €303.8M이다. 델로이트의 풋볼 머니 리그에 의하면, 바이에른 뮌헨은 2009년에 €289.5M의 매출을 기록한 4번째 부자 클럽이라고 발표되었다.
2012 UEFA 챔피언스리그 결승전 출전에 따라, 클럽의 브랜드 가치는 $786M으로 상승하였고, 이는 전년도 대비 59% 상승한 수치이다. 이에 따라, 브랜드 가치는 레알 마드리드 CF의 $600M 가치를 넘어섰고, $853M인 맨체스터 유나이티드 FC의 뒤를 이어 이 부문에서 2위를 기록하였다. 타 유럽 구단들은 국제적 마케팅에 중점을 둔 가운데, 바이에른은 국내 마케팅에 무게를 두고 있다.

## 자선단체
바이에른 뮌헨은 오랜 기간 동안 자선단체를 운영하였으며, 이 단체는 재정난에 닥친 다른 축구 클럽은 물론, 불행에 빠진 평범한 사람들도 도왔다. 2004년 인도양 지진 해일이 일어났을 때 "FC 바이에른 - 힐페 e. V." (FC Bayern – Hilfe e.V.) 가 조직되었고, 이 자선단체는 클럽이 사회 활동에 집중할 수 있도록 하였다. 이 활동으로 클럽의 선수들은 €600,000의 기부금액을 모았다. 모인 기부금은 스리랑카의 마라텐케니에 학교를 짓는데 쓰였으며, 스리랑카의 트린코말리 지역의 재건을 위해서도 쓰였다. 2007년 4월, 이 기부단체는 지역의 불행한 사람들을 구제하는 것으로 목적을 변경하였다.
바이에른은 재정난에 닥친 축구 클럽을 도우는데에도 힘썼다. 그 사례로 지역 라이벌 TSV 1860 뮌헨은 바이에른과 정기적 친선 경기를 가졌고, 1860에게 도움이 되는 이적을 해주며, 재정 지원을 하였다. 그리고 FC 장크트 파울리가 재정난으로 프로리그 라이센스를 빼앗길 위기에 처하자, 바이에른은 장크트 파울리와 친선 경기를 무료로 벌여, 모든 매출액을 FC 장크트 파울리가 가져가도록 하였다. 가장 최근에는 마르크 판 보멀의 친정팀인 네덜란드의 포르튀나 시타르트가 재정난에 처하자 바이에른은 자선경기를 벌였다. 또다른 사례로는 1993년 알렉산더 치클러를 디나모 드레스덴으로부터 영입한 데에 있었다. 바이에른 뮌헨은 2.3M의 DM에 치클러를 영입, 재정난에 닥친 드레스덴을 도왔다. 2003년 바이에른은 £1.6M의 대출을 담보 없이, 거의 부도가 난 보루시아 도르트문트에 지원해주었고, 현재 이 대출금액은 상환되고 있는 상태이다.

## 산하 유스팀

### FC 바이에른 뮌헨 II
리저브 팀은 젊은 선수들이 1군으로 승격하기 전에 거치는 단계이다. 바이에른 II는 현재 안드리스 용커르가 이끌며, 게르트 뮐러와 라이너 울리히가 수석 코치를 맡고 있다. 1994년 레기오날리가에 속한 뒤, 이 팀은 1978년부터 오베르리가에 속한 뒤, 줄곧 남부 레기오날리가에 속해 있었다. 2007-08 시즌, 바이에른 II는 새로 출범한 3 리가의 멤버가 되었고, 2011년 레기오날리가로 강등되기 전까지 속해 있었다. 이로 인해, 바이에른 뮌헨 II는 33년 만에 처음으로, 리저브 팀이 올라갈 수 있는 최고 리그에 머물다가 강등되었다.

### FC 바이에른 뮌헨 유소년팀
FC 바이에른 뮌헨 유소년팀은 오언 하그리브스, 토마스 히츨슈페르거, 필리프 람, 토마스 뮐러, 그리고 바스티안 슈바인슈타이거를 비롯하여 유럽의 최고 선수들을 배출해냈다. 이 부서는 1902년에 창설되었고, 현재 베르너 케른과 비왼 안데르손이 관리하고 있다. 이 부서는 11팀으로 나뉘고 170명 이상의 선수들로 구성되어 있으며, 최연소 팀은 U-10 팀이다.

## 훈련 시설

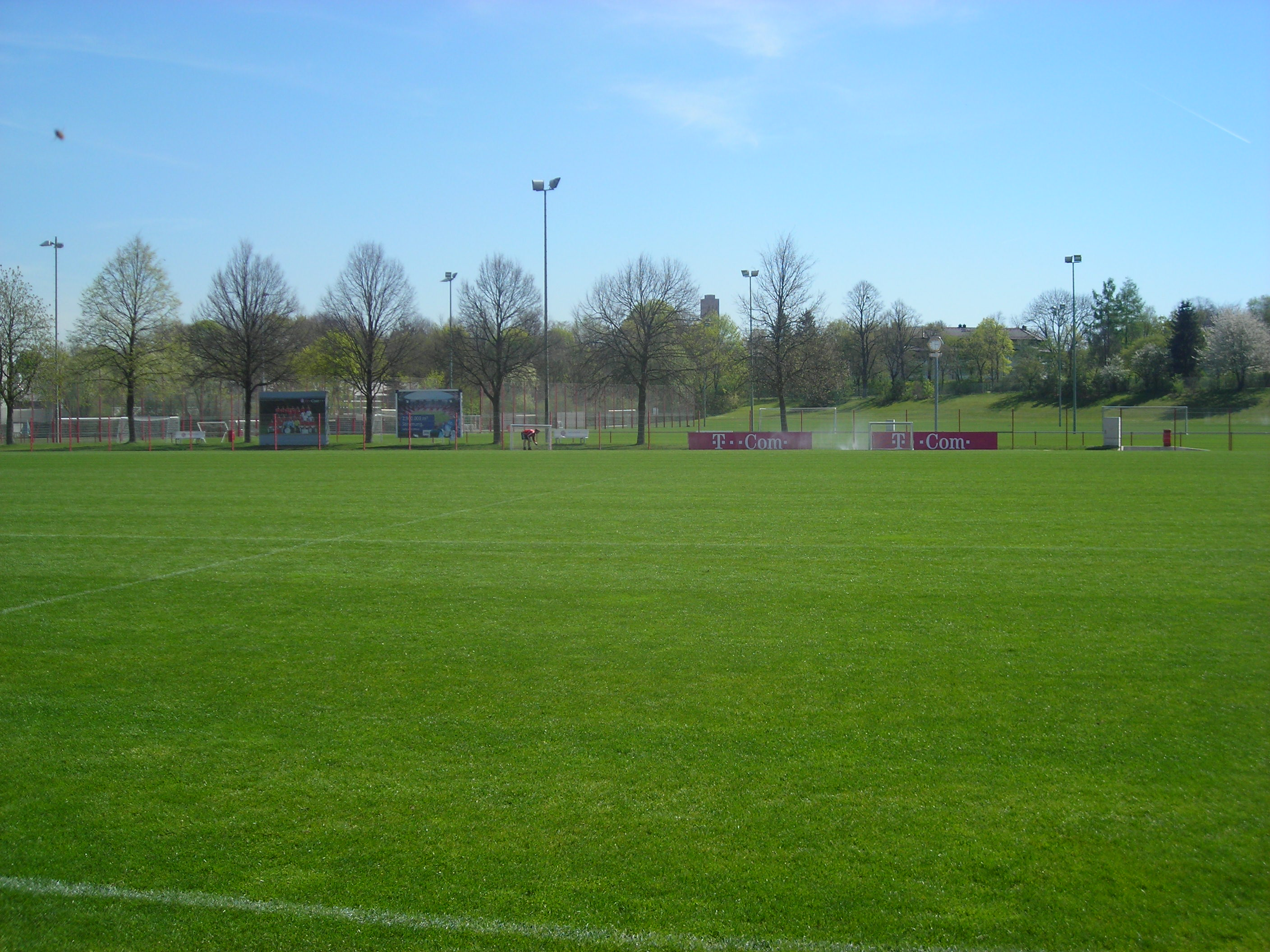
바이에른 뮌헨의 훈련 구장

FC 바이에른 뮌헨의 1군과 유소년팀 훈련구장은, 바이에른 뮌헨 본부에 위치한다. 이곳에는 4개의 잔디 구장이 있고, 이 중 하나는 구장 아래에 난방 장비가 설치되어 있으며, 또 하나는 인조잔디 구장으로, 다목적 스포츠홀로 사용된다.
선수들의 펜트하우스가 1990년에 열렸고, 2007-08 시즌에 타 명문 스포츠 클럽의 영감을 받은 신임 감독 위르겐 클린스만의 제안 하에 리모델링 되었다. 이 펜트하우스는 퍼포먼스 센터로 불리며, 피트니스 시설, 마사지 시설, 탈의실, 감독의 사무실, 비디오 스크리닝이 되는 기자회견실 등을 가지고 있다. 이 외에도, 카페, 도서관, 전자 학습 시설, 가족실 또한 완비되어 있다.
이 본부에는 유소년팀 아카데미가 위치하며, 뮌헨 시외의 13명의 청소년을 수용할 수 있다. 바이에른 유소년팀에 있는 동안, 그들은 이곳에서 기량을 발전 시킬 수 있다. 이 곳에 머물렀던 현재의 유명 선수로든 오언 하그리브스, 미하엘 렌징, 바스티안 슈바인슈타이거, 토니 크로스, 필리프 람, 데이비드 알라바 등이 있다.

## 역대 성적

### 국내
분데스리가
- 우승(34) : 1931–32(분데리스가 이전), 1968-69, 1971-72, 1972-73, 1973-74, 1979-80, 1980-81, 1984-85, 1985-86, 1986-87, 1988-89, 1989-90, 1993-94, 1996-97, 1998-99, 1999-2000, 2000-01, 2002-03, 2004-05, 2005-06, 2007-08, 2009-10, 2012-13, 2013-14, 2014-15, 2015-16, 2016-17, 2017-18, 2018-19, 2019-20, 2020-21, 2021-22, 2022-23, 2024-25

DFB-포칼
- 우승(20) : 1956-57, 1965-66, 1966-67, 1968-69, 1970-71, 1981-82, 1983-84, 1985-86, 1997-98, 1999-2000, 2002-03, 2004-05, 2005-06, 2007-08, 2009-10, 2012-13, 2013-14, 2015-16, 2018-19, 2019-20

DFB-리가포칼
- 우승(6) : 1997, 1998, 1999, 2000, 2004, 2007

DFL-슈퍼컵
- 우승(11) : 1987, 1990, 2010, 2012, 
2016, 2017, 2018, 2020, 2021, 2022, 2025

### 유럽
UEFA 챔피언스리그
- 우승(6) : 1973-74, 1974-75, 1975-76, 2000-01, 2012-13, 2019-20

UEFA 유로파리그
- 우승(1) : 1995-96

UEFA 슈퍼컵
- 우승(2) : 2013, 2020

UEFA 컵위너스컵
- 우승(1) : 1966-67

### 국제
인터콘티넨털컵
- 우승(2) : 1976, 2001

FIFA 클럽 월드컵
- 우승(1) : 2013, 2020

## 선수단

### 현재 선수 명단
2025년 5월 29일 기준
참고: FIFA 자격 규정에 따라 소속된 국가대표팀 국기를 표시합니다. 선수는 복수의 FIFA 비회원국 국적을 가지고 있을 수 있습니다.
| 번호 | 포지션 | 국적     | 이름                  |
| ---- | ------ | -------- | --------------------- |
| 1    | GK     |          | 마누엘 노이어 (주장)  |
| 2    | DF     |          | 다요 우파메카노       |
| 3    | DF     |          | 김민재                |
| 4    | DF     |          | 요나탄 타             |
| 6    | MF     |          | 요주아 키미히 (3주장) |
| 7    | FW     |          | 세르주 그나브리       |
| 8    | MF     |          | 레온 고레츠카         |
| 9    | FW     | 잉글랜드 | 해리 케인             |
| 10   | FW     |          | 리로이 자네           |
| 11   | FW     |          | 킹슬레 코망           |
| 15   | DF     | 잉글랜드 | 에릭 다이어           |
| 16   | MF     | 포르투갈 | 주앙 팔리냐           |
| 17   | FW     |          | 마이클 올리스         |
| 18   | GK     | 이스라엘 | 다니엘 페레츠         |

| 번호 | 포지션 | 국적       | 이름                  |
| ---- | ------ | ---------- | --------------------- |
| 19   | DF     |            | 알폰소 데이비스       |
| 20   | MF     |            | 아리욘 이브라히모비치 |
| 21   | DF     |            | 이토 히로키           |
| 22   | DF     | 포르투갈   | 하파엘 게헤이루       |
| 23   | DF     |            | 사샤 보이             |
| 25   | FW     |            | 토마스 뮐러 (부주장)  |
| 26   | GK     |            | 스벤 울라이히         |
| 27   | MF     |            | 콘라트 라이머         |
| 28   | DF     |            | 타레크 부흐만         |
| 39   | FW     |            | 마티스 텔             |
| 42   | MF     |            | 자말 무시알라         |
| 44   | DF     | 크로아티아 | 요시프 스타니시치     |
| 45   | MF     |            | 알렉산다르 파블로비치 |

### 임대 선수 명단
참고: FIFA 자격 규정에 따라 소속된 국가대표팀 국기를 표시합니다. 선수는 복수의 FIFA 비회원국 국적을 가지고 있을 수 있습니다.
| 번호 | 포지션 | 국적       | 이름                                            |
| ---- | ------ | ---------- | ----------------------------------------------- |
| —    | GK     |            | 알렉산더 뉘벨 (VfB 슈투트가르트로 임대)         |
| —    | DF     |            | 프란스 크레치히 (VfB 슈투트가르트로 임대)       |
| —    | DF     |            | 마테오 페레즈 빈뢰프 (아우스트리아 빈으로 임대) |
| —    | MF     |            | 파울 바너 (1. FC 하이덴하임으로 임대)           |
| —    | MF     | 크로아티아 | 로브로 즈보나레크 (슈투름 그라츠로 임대)        |

| 번호 | 포지션 | 국적       | 이름                                    |
| ---- | ------ | ---------- | --------------------------------------- |
| —    | MF     |            | 마우리스 크라텐마허 (SSV 울름으로 임대) |
| —    | MF     | 크로아티아 | 가브리엘 비도비치 (마인츠 05로 임대)    |
| —    | FW     |            | 깁슨 아두 (SpVgg 운터하힝으로 임대)     |
| —    | FW     |            | 아르민도 지프 (마인츠 05로 임대)        |
| —    | FW     |            | 브리안 사라고사 (오사수나로 임대)       |

## 코치진 및 관리진

### 현재 코치진
2025-08-17  기준
| 코칭 스태프                                 | 코칭 스태프         |
| ------------------------------------------- | ------------------- |
| 뱅상 콤파니                                 | 감독                |
| 애런 댕크스 레네 마리크 플로리베르 은갈룰라 | 수석 코치           |
| 미하엘 레히너                               | 골키퍼 코치         |
| 발터 크프레러                               | 퍼포먼스 총괄       |
| 미하엘 니마이어                             | 수석 비디오 분석관  |
| 미하엘 쿠퍼                                 | 비디오 분석관       |
| 막시밀리안 슈바프                           | 비디오 분석관       |
| 기아코모 슈타이                             | 비디오 분석관       |
| 피트니스 코치                               |                     |
| 브람 게르스                                 | 피트니스 코치       |
| 시몬 마르티넬로                             | 피트니스 코치       |
| 마르쿠스 무러                               | 피트니스 코치       |
| 조너 만주로글루                             | 데이터 분석관       |
| 의료진                                      |                     |
| Prof. Dr. 페터 위블라케르                   | 의료 총괄           |
| Prof. Dr. 롤란트 슈미트                     | 내과 및 심장 전문의 |
| Dr. 요헨 하네                               | 팀 닥터             |
| 헬무트 에르하르트                           | 수석 물리치료사     |
| 게리 호프만                                 | 부수석 물리치료사   |
| 잔니 비안키                                 | 물리치료사          |
| 플로리안 브란트너                           | 물리치료사          |
| 크누트 슈타머                               | 물리치료사          |
| 크리스티안 훈                               | 물리치료사          |
| 슈테판 바이케르트                           | 물리치료사          |
| 스포츠 관리 및 조직                         |                     |
| 크리스토프 프로인트                         | 단장                |
| 마치에이 야기엘로비치                       | 팀 매니저           |
| 자무엘 가일러                               | 팀 매니저           |
| 로디세 무니엔게                             | 팀 매니저           |
| 마르틴 델레만                               | 장비 매니저         |
| 로렌스 에이머블                             | 장비 매니저         |
| 제바스티안 플뤼글러                         | 장비 매니저         |
| 하리스 하르바스                             | 장비 매니저         |
| 미하엘 라우에르바흐                         | 운전사              |
| 아르민 크리츠                               | 운전사              |

### 역대 감독
| 감독                      | 임기      |
| ------------------------- | --------- |
| 루트비히 골트브루너       | 1938~1943 |
| 콘라트 하이트캄프         | 1943      |
| 셔페르 얼프레드           | 1944~1945 |
| 게오르크 바이어러         | 1953~1954 |
| 야코프 슈트라이틀레       | 1954~1955 |
| 즐라트코 차이코브스키     | 1963~1968 |
| 브란코 제베츠             | 1968~1970 |
| 우도 라테크               | 1970~1975 |
| 데트마어 크라머           | 1975~1977 |
| 라인하르트 자프티히(대행) | 1983      |
| 쇠렌 레르뷔               | 1991~1992 |
| 에리히 리베크             | 1992~1993 |
| 프란츠 베켄바워           | 1993~1994 |
| 조반니 트라파토니         | 1994~1995 |
| 오토 레하겔               | 1995~1996 |
| 프란츠 베켄바워(대행)     | 1996      |
| 클라우스 아우겐탈러(대행) | 1996      |
| 조반니 트라파토니         | 1996~1998 |
| 펠릭스 마가트             | 2004~2007 |
| 위르겐 클린스만           | 2008~2009 |
| 루이 판할                 | 2009~2011 |
| 유프 하인케스             | 2011~2013 |
| 펩 과르디올라             | 2013~2016 |
| 카를로 안첼로티           | 2016~2017 |
| 유프 하인케스             | 2017~2018 |
| 니코 코바치               | 2018~2019 |
| 한지 플릭(대행)           | 2019~2020 |
| 한지 플릭                 | 2020~2021 |
| 율리안 나겔스만           | 2021~2023 |
| 토마스 투헬               | 2023~2024 |
| 뱅상 콩파니               | 2024 ~    |

## 명예의 전당
1970년대
- 프란츠 베켄바워 (DF)
- 게르트 뮐러 (FW)
- 울리 회네스 (FW)
- 파울 브라이트너 (MF)
- 제프 마이어 (GK)
- 한스게오르크 슈바르첸베크 (DF)
- 프란츠 로트 (MF)

1980년대
- 카를하인츠 루메니게 (FW)
- 클라우스 아우겐탈러 (DF)

1990년대
- 로타어 마테우스 (DF / MF)
- 슈테판 에펜베르크 (MF)

2000년대
- 올리버 칸 (GK)
- 메흐메트 숄 (MF)
- 빅상트 리자라쥐 (DF)
- 지오바니 에우베르 (FW)

2010년대
- 필립 람 (DF)
- 바스티안 슈바인슈타이거 (MF)

## 영구 결번
- 5 - 프란츠 베켄바워
- 12 - 클럽 서포터즈